# Hartley (Iowa)
Hartley és una població dels Estats Units a l'estat d'Iowa. Segons el cens del 2000 tenia 1.733 habitants.

## Demografia
Segons el cens del 2000, Hartley tenia 1.733 habitants, 726 habitatges, i 461 famílies. La densitat de població era de 522,7 habitants/km².
Dels 726 habitatges en un 29,3% hi vivien nens de menys de 18 anys, en un 53,6% hi vivien parelles casades, en un 6,9% dones solteres, i en un 36,5% no eren unitats familiars. En el 32,6% dels habitatges hi vivien persones soles el 18,9% de les quals corresponia a persones de 65 anys o més que vivien soles. El nombre mitjà de persones vivint en cada habitatge era de 2,3 i el nombre mitjà de persones que vivien en cada família era de 2,92.
Per edats la població es repartia de la següent manera: un 25,2% tenia menys de 18 anys, un 7,7% entre 18 i 24, un 24,6% entre 25 i 44, un 18,5% de 45 a 60 i un 23,9% 65 anys o més.
L'edat mediana era de 40 anys. Per cada 100 dones de 18 o més anys hi havia 84 homes.
La renda mediana per habitatge era de 31.016 $ i la renda mediana per família de 39.602 $. Els homes tenien una renda mediana de 26.910 $ mentre que les dones 20.847 $. La renda per capita de la població era de 17.068 $. Entorn del 4,7% de les famílies i el 9,5% de la població estaven per davall del llindar de pobresa.

## Poblacions més properes
El següent diagrama mostra les poblacions més properes.